# Raionul Huleaipole, Zaporijjea
Huleaipole (în ucraineană Гуляйпільський район, transliterat: Huleaipilskîi raion) este un raion în regiunea Zaporijjea, Ucraina. Reședința sa este orașul Huleaipole.

## Demografie
Componența lingvistică a raionului Huleaipole
     Ucraineană (94,13%)
     Rusă (5,22%)
     Alte limbi (0,25%)
Conform recensământului din 2001, majoritatea populației raionului Huleaipole era vorbitoare de ucraineană (94,13%), existând în minoritate și vorbitori de rusă (5,22%).